# NGC 7223
NGC 7223 (również PGC 68197 lub UGC 11931) – galaktyka spiralna z poprzeczką (SBc), znajdująca się w gwiazdozbiorze Jaszczurki. Odkrył ją William Herschel 8 listopada 1790 roku.